# 小行星1337
小行星1337（1337 Gerarda）是一颗绕太阳运转的小行星，为主小行星带小行星。该小行星于1934年9月9日发现。
該小行星以荷蘭天文學家格里特·佩爾斯的妻子格拉爾達·佩爾斯（Gerarda Pels）命名。

## 轨道参数
小行星1337的轨道半长轴为2.9104817 UA，离心率为0.101。